# 中畑清 熱血!スポーツ応援団
『中畑清 熱血!スポーツ応援団』（なかはたきよし ねっけつ スポーツおうえんだん）は、2016年4月8日から2017年3月27日まで、BS11で放送されていたスポーツ番組である。放送時間は毎週月曜20:00 - 20:54（日本標準時）。

## 概要
毎回様々なスポーツ選手たちを、競技種目を問わずに取り上げている番組。MCは2012年から2015年まで横浜DeNAベイスターズの監督を務めていた中畑清が、アシスタントは「神スイング」で話題を呼んだ稲村亜美が務めている。
さらに、7月からは月曜 20:00 - 20:54に、そして10月からはオールロケトークで放送。

## 放送内容
2017年3月20日（第51回）の放送では、「長嶋茂雄×中畑清 ロングインタビュー」と題し、ゲストに読売ジャイアンツ終身名誉監督長嶋茂雄氏を迎え、ロングインタビューした。番組アシスタントの稲村亜美は、参加出来ず、VTR出演となった。
最終回の2017年3月27日（第52回）の放送では、「総集編&稲村始球式チャレンジ完結編」を放送。

## スタッフ
- ナレーション：鈴木省吾、大坪ゆう
- 構成：村上知行、石津聡（ライダーズオフィス）
- TD/SW：豊田昌之
- カメラ：山木洋一郎、辰野翔平、栗原真梨子
- VE：瓜生裕久
- MIX：横山雅人
- VTR：片山郁美
- VIZ：改恭平、石塚佑奈
- 音声：森田佳奈子
- 照明：菅野宇津志
- 美術：谷口 淳
- CG：黒木政彦
- 音効：小川慶一
- ヘアメイク：宮本真由美
- スタイリスト：山崎沙央里
- FD：加治木淳、小池拓也
- MD：天野重仁
- TK：矢島由紀子
- ディレクター：草野雅彦、橋本行司（CONTINUE）、重田健（LEGiON）
- 演出：熊谷暁夫
- プロデューサー：中根祥一、鈴木博喜（BS11）、小泉敏邦（AXON)
- 衣装協力：spinns、Broocs Brothers
- 技術協力：クロステレビビジョン
- 制作協力：日テレアックスオン
- 制作著作：BS11